# Villa y corte

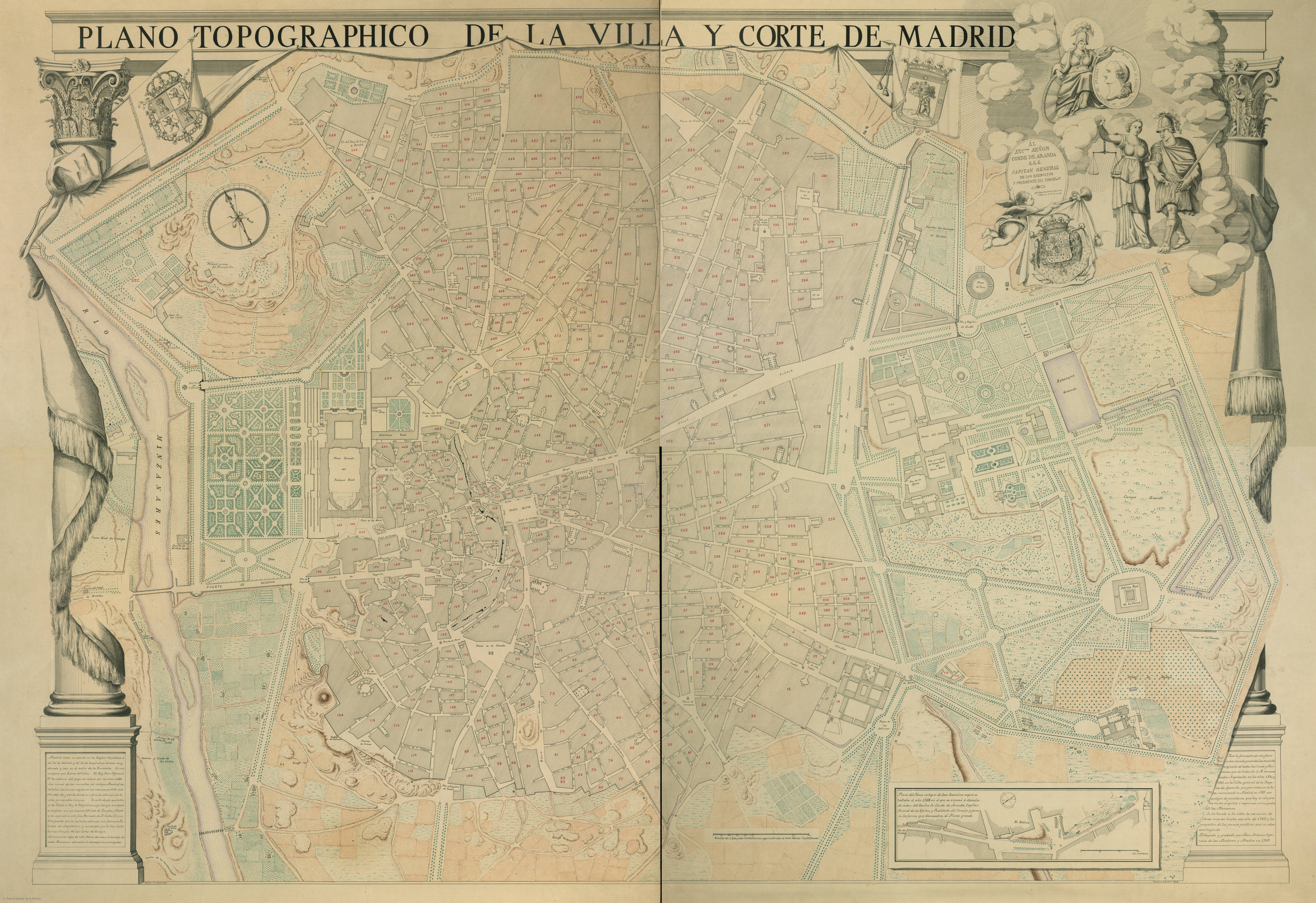
El Plano de Espinosa en que se nombra a Madrid bajo esa denominación: Plano topográphico de la Villa y Corte de Madrid al Excmo. Sr. Conde de Aranda, Capitán General de los Exércitos y Presidente del Consejo.

Villa y corte es una denominación histórica utilizada para designar Madrid, relacionada con la capitalidad de Madrid en el Antiguo Régimen.

## Historia
El término surgió en la década de 1560 tras el traslado de la corte española de Toledo a Madrid, ordenado por Felipe II.
En el ámbito político y jurídico el término cayó en desuso de forma paralela a la emergencia de los regímenes constitucionales españoles, especialmente desde 1837. Posteriormente se utilizaría la denominación en distintas publicaciones como: Historia de la villa y corte de Madrid (1867), de José Amador de los Ríos y Juan de Dios de la Rada o Madrid viejo: crónicas, avisos, costumbres, leyendas y descripciones de la villa y corte en los siglos pasados (1887) de Ricardo Sepúlveda.

## Descripción
Según Miguel Artola el término designa la confluencia de dos sistemas institucionales, cada uno de ellos de difícil delimitación:
- La villa de Madrid, población realenga bajo un ayuntamiento, gobernado por un corregidor y una serie de regidores.
- La corte de España, este concepto engloba distintos aspectos más allá del significado del término en otros ámbitos europeos (reino de Francia, Alemania o el Reino Unido):
  - según Hespanha: “lugar de ejercicio de los ministeria política del soberano”.[3]
  - Serie de instituciones políticas cercanas a la persona del monarca y las personas que lo componen.
  - Conjunto del ámbito palatino, en el sentido de gentes, ceremonial y actos que rodean al monarca español.

Esta confluencia daría lugar a distintos conflictos que durarían hasta la aparición de los regímenes constitucionales españoles en el segundo cuarto del siglo XIX.
Además Artola señala dos problemas principales de la confluencia de los dos sistemas institucionales:
- Problema de la justicia. Confluyendo el sistema judicial de la corte (alcaldes de corte y rastro) y de la villa (alcaldes de villa). Ambos sistemas funcionarían durante siglos, aplicando el principio de que la gestión de las autoridades locales en el Antiguo Régimen español quedaba a cargo del consejo territorial correspondiente. En el caso de Madrid, la villa estaba asignada al Consejo de Castilla.
- Problema de abastecimiento. El abastecimiento de la villa era privilegiado, siendo abastecida de pan de acuerdo con un sistema por el que los pueblos cercanos debía de una cantidad de pan de acuerdo con cupos. Este pan se denominaba pan de registro y su distribución se realizaba en la Casa de la Panadería.

### Individuales
1. ↑  «Pleito de Diego de Torres, vecino de la villa y corte de Madrid, con Isabel Gutiérrez, vecina de ella Sobre Que ésta diese cuenta de los bienes del susodicho como su tutora y curadora». Portal de Archivos Españoles. 1567.
2. ↑  Amador de los Ríos, José; Rada y Delgado, Juan de Dios de la (1860). Historia de la villa y corte de Madrid I. Ferra de Mena. Consultado el 22 de enero de 2023.
3. ↑  Citado en Barrios Pintado, 2015